# 跨部門反恐專責組
跨部門反恐專責組（英語：Inter-departmental Counter Terrorism Unit）是香港特別行政區政府保安局轄下的跨部門反恐平台，於2018年4月成立，由香港警務處香港海關、香港懲教署、消防、入境事務處及政府飛行服務隊組成。

## 背景
近年環球的恐怖主義威脅形勢複雜而多變，對全球包括本港的保安構成嚴峻挑戰。
為確保本港有充分而且不斷強化的反恐能力，於保安局協調下，跨部門反恐專責組（專責組）於2018年4月正式成立。

## 職責
跨部門反恐專責組負責監察及分析國際恐怖主義及本土恐怖主義趨勢，並向保安局局長提供策略性建議；為成員部門建立反恐情報互通機制及工作平台，加強情報整合和分析；以及協調各成員部門的反恐工作，包括為前線人員籌備跨部門反恐演習及訓練，同時推動反恐公眾教育和宣傳。

## 成員
- 香港警務處
- 香港海關
- 香港懲教署
- 香港消防處
- 入境事務處
- 政府飛行服務隊

## 辨事處
位於灣仔稅務大樓25樓，當中一半為「安全社區體驗館」，供給公眾參觀。

## 措施

### 「閃、避、求」
專責組於2020年9月與政府新聞處及警察公共關係科合作在啟德郵輪碼頭拍攝《閃、避、求》宣傳片，取球類運動閃避球諧音，意指：
- 「閃」：即粵語之「閃人」（快速離開），盡快遠離施襲者的視線範圍，選取安全路線離開現場；緊記不要為拍攝而停留現場，應當立即離開，以免身陷險境。
- 「避」：假若無法逃離現場，應尋找有掩護物的地點或可以上鎖的房間躲藏。盡快將手機轉為靜音模式及關閉震動功能，並不要使用任何會發光或發聲的物品，避免引起施襲者的注意。
- 「求」：成功逃離及遠離受襲地點或確定自身安全後，應盡快致電zh-hk:999 (求救電話)zh-hk:緊急救難電話號碼報警求助。

### 見疑即報
2022年6月，專責組推出「反恐舉報熱線63-666-999」，首階段包含短訊和微信的舉報渠道。

## 跨部門反恐演習紀錄
以下為不完全紀錄（主要集中於2019年後的反恐演習報道）：

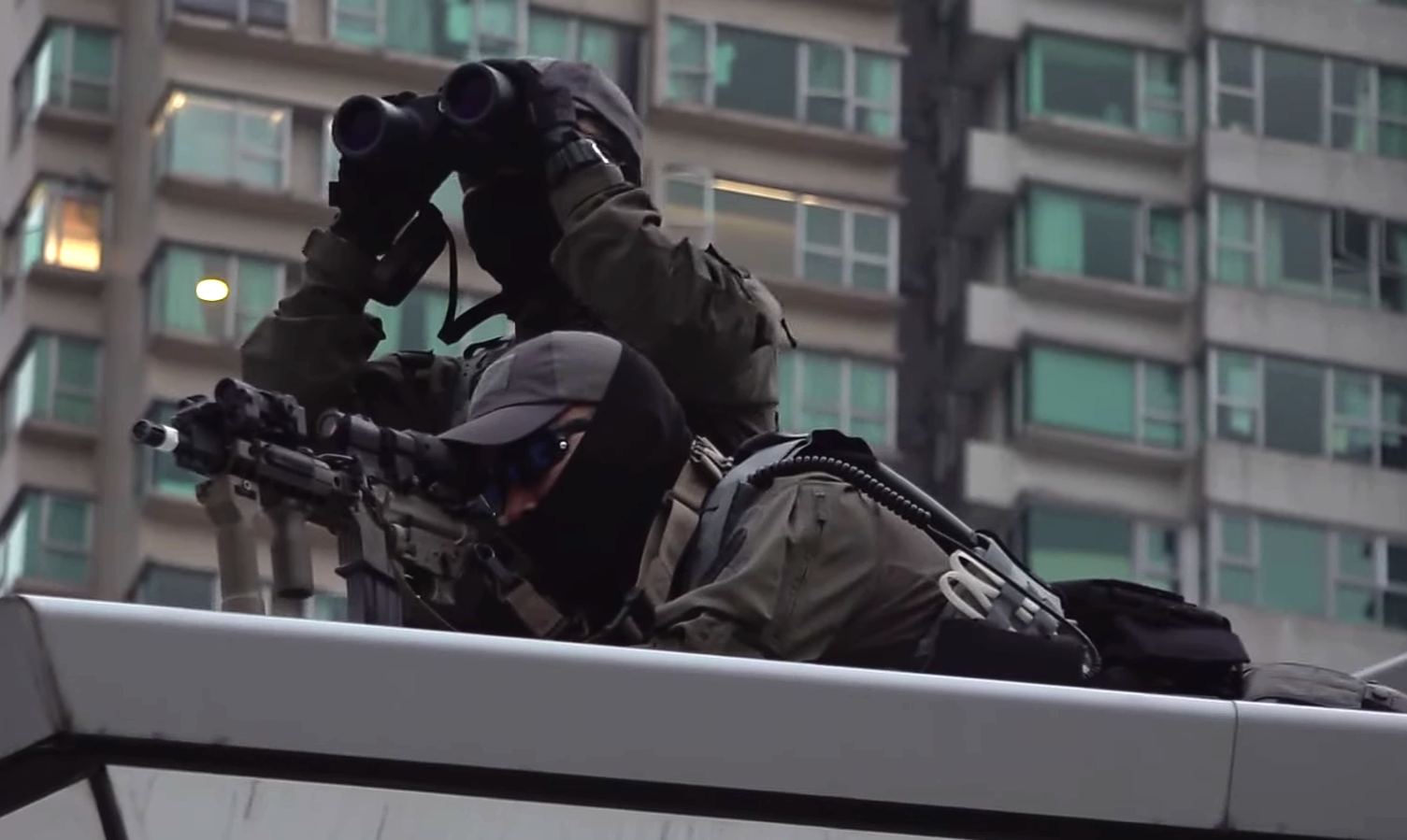
站在香港西九龍站演習中的反恐特勤隊，下方精確射手隊員持SIG SG 516 10吋短管步槍戒備

## 外部連結
- 跨部門反恐專責組專題網站 （页面存档备份，存于）